# Jalón (Fluss)
Der Río Jalón ist ein ca. 224 km langer südwestlicher Nebenfluss des Ebro. Er fließt durch Teile der Autonomen Regionen Kastilien-León und Aragonien im Nordosten Spaniens.

## Verlauf
Der Río Jalón entspringt in der Sierra Ministra an der Schnittstelle von Iberischem Randgebirge und Iberischem Scheidegebirge nahe der Südgrenze der Provinz Soria. Von dort fließt er in vorwiegend nordöstlicher Richtung durch den Südosten der Provinz Soria. Danach erreicht er die aragonesische Provinz Saragossa; dort nimmt er bei Ateca die Wasser des von Norden kommenden Río Manubles auf. Später durchfließt er die Stadt Calatayud und nimmt die Nebenflüsse Río Piedra, Jiloca, Perejiles und Ribota auf. Er mäandert stark und bewässert über Kanäle das Ackerland an seinen Ufern. Er mündet schließlich bei der Stadt Alagón etwa 20 km nordwestlich von Saragossa in den Ebro.

## Orte am Fluss
Provinz SoriaMedinaceli, Arcos de Jalón, Santa María de Huerta
Provinz SaragossaMonreal de Ariza, Ariza, Cetina, Alhama de Aragón, Bubierca, Ateca, Terrer, Calatayud, Sabiñán, Morés, Morata de Jalón, Ricla, Calatorao, Lucena de Jalón, San Juan de Mozarrifar, Urrea de Jalón, Bárboles, Alagón

## Geschichte
In römischer Zeit verlief entlang des Flusses ein Teil der Verbindungsstraße von Emerita Augusta (Mérida) über Augusta Bilbilis (Calatayud) nach Caesaraugusta (Saragossa). Im 8. Jahrhundert wurde die Gegend von arabisch-maurischen Heeren überrannt, die Saragossa zur Provinzhauptstadt des Emirats (später Kalifats) von Córdoba erkoren. Während dessen Zerfall machten sich die Provinzgouverneure unabhängig und gründeten das Taifa-Königreich von Saragossa (1018–1110). Wenige Jahre später (1118) konnten die Mauren von Alfons I. von Aragón nach Süden abgedrängt werden (reconquista). Im „Krieg der beiden Peter“ drangen die Kastilier entlang des Río Jalón nach Osten vor und eroberten und zerstörten mehrere aragonesische Burgen.

## Sehenswürdigkeiten
Der Río Jalón fließt durch eine alte Kulturlandschaft im Nordosten Spaniens. Städte wie Medinaceli, Arcos de Jalón, Calatayud und andere zeugen von der langen Geschichte der Region. Entlang des Flusses befinden sich zahlreiche Burgruinen (castillos) sowie etliche Kirchen (iglesias) und Glockentürme (campanares) im Mudéjar-Stil (z. B. Ateca, Calatayud, Ricla).